# Iliana Gómez Berbesí
Iliana Gómez Berbesí  (Caracas, Venezuela, 20 de mayo de 1951 - ibidem, 15 de junio de 2021) fue una escritora, cuentista, novelista, educadora, publicista y guionista venezolana. Cultivó los géneros del relato breve y la ciencia ficción, la literatura fantástica y el terror, siendo estudiosa de las formas del simbolismo, e instructora de talleres literarios.

## Biografía

### Nacimiento e infancia
Gómez Berbesí nació en Caracas, en 1951, hija de Ramona Berbesí, ama de casa y comerciante, y José María Gómez, profesor de automovilismo. Los primeros años de su vida fueron marcados por la separación de sus padres, y el fuerte carácter de su madre. Sin embargo ella manifestó muchas veces haber tenido una infancia feliz. Vivió su juventud en las cercanías de la esquina de San José en Caracas, en donde residía con su madre. A muy temprana edad demostró interés por la literatura y por las películas haciendo referencia a esto en sus talleres literarios. Al concluir la escuela secundaria, Gómez Berbesí se trasladá a Trinidad y Tobago volviendo a Caracas en 1972.

### Trayectoria literaria
Fue integrante del taller literario Calicanto, dirigido por la escritora Antonia Palacios (1978 - 1980), y del que saldrían, entre otros, los poetas del grupo Tráfico. En esa misma época asistió al taller del CELARG.
Se licenciaría en letras por la Universidad Central de Venezuela con la tesis Las criaturas de la ciencia-ficción, un estudio basado en la simbología empleada por los más connotados escritores de este género.
Posteriormente incursiona como narradora de ficción con Secuencias de un hilo perdido libro de cuentos que participa en la bienal José Antonio Ramos Sucre de la Universidad de Oriente, ganando el Premio de Narrativa de 1980.
En 1981 la editorial Fundarte publica su segundo libro de cuentos: Confidencias del Cartabón, que un año después la hará merecedora de una mención en narrativa del Consejo Municipal del Distrito Federal. Ese mismo año, uno de esos relatos, Los sueños de Merlin, había sido presentado en el concurso anual de cuentos de El Nacional, quedando como finalista.
Otros títulos dentro de su cuentística son Tornillos de taller (CELARG, 1983) Extraños viandantes (Fundarte, 1996).
En 1986 comienza a escribir su primera novela ¡Alto, no respire!, que será finalista del Premio Rómulo Gallegos en 1999.
Su libro Soñé que soñaba ovejas electrónicas, el cual se inspira en sus reflexiones sobre el mundo del tercer milienio y donde sostiene la tesis de que el ser humano es un robot que requiere grandes dosis de amor para poder seguir funcionando.
Gómez participó en varias antologías de relatos, como la relato breve de Clara Obligado para Páginas de Espuma, o el homenaje a Lovecraft de Carlos Sandoval para Alfaguara. Fue también directora de distintos talleres de ciencia ficción en Venezuela.
En 2025 se publica de forma póstuma su ensayo Las criaturas de la ciencia ficción.

### Fallecimiento
Iliana Gómez murió el lunes 14 de junio de 2021 en el hospital Pérez Carreño en Caracas, como consecuencia de diversas complicaciones de salud relacionadas con la diabetes, luego de un largo padecimiento que ameritó múltiples hospitalizaciones.

## Obras

### Relato breve
- Confidencias del cartabón (1981)
- Secuencias de un hilo perdido (1982)
- Extraños viandantes (1983)

### Novela
- ¡Alto, no respire! (1999)

### No ficción
- Las criaturas de la ciencia-ficción
- Soñé que soñaba ovejas electrónicas

### En antologías
- Varios Autores: Voces nuevas. Caracas: CELARG, 1983.
- Por favor, sea breve. Madrid: Páginas de Espuma, 2001.
- El rastro de Lovcraft. Caracas: Alfaguara, 2015.